# Stahující se smyčka
Stahující se smyčka (v anglickém originále Tightrope) je americký filmový neo-noirový psychologický mysteriózní kriminální akční thriller z roku 1984, který režíroval a napsal Richard Tuggle. Snímek produkoval Clint Eastwood, který v něm také ztvárnil hlavní roli.

## Děj
Mladá žena se vrací domů z oslavy narozenin, když ji začne pronásledovat muž. Policista jí nabídne, že ji doprovodí k domu, ale ve skutečnosti je to právě on, kdo ji pronásledoval.
Druhý den rozvedený detektiv z New Orleans, Wes Block, spolu se svými dcerami Penny a Amandou přijmou zaběhlého psa k ostatním, které již mají. Když se rodina chystá na zápas Saints, je Block povolán na místo činu a musí zrušit plány s dcerami.
Mladá žena byla uškrcena ve své posteli. Vrah nezanechal otisky prstů, ale čekal v jejím bytě až do půlnoci, než ji zabil, dokonce si udělal kávu. V nevěstinci, kde žena pracovala, Block vyslýchá prostitutku, která se věnuje skupinovému sexu. Prostitutka Blocka svádí a uvolní mu kravatu, kterou Block nešťastnou náhodou zanechá v nevěstinci.
Vrah znásilňuje své oběti a zanechává na místě činu stopy, včetně zbytků skla a ječmene. Beryl Thibodeaux, která vede program prevence znásilnění, poradí Blockovi v případu. Druhou obětí je také sexuální pracovnice, uškrcená v jacuzzi. Block vyslýchá její kolegyni, zatímco se připravují na sex. Block připoutá ženu k posteli.
Při pátrání v dalším nevěstinci má Block sex s prostitutkou, přičemž je skrytý vrah pozoruje. Druhý den ráno je Block povolán na místo třetí oběti, kterou se ukáže být prostitutka, s níž byl minulou noc. Pod záminkou práce na případu Block flirtuje s Thibodeaux a oba pak stráví zbytek dne spolu.
Vrah Blocka provokuje posláním panenky s dopisem, který ho zavede do dalšího nevěstince. Tam dominatrix informuje Blocka, že někdo ji najal, aby ji šlehal, a poté ho poslal do gay baru. V baru se Block setká s mužem, kterého vrah najal, aby s ním měl sex. Block mu nařídí, aby si vyzvedl zaplacení, a sleduje ho, doufaje, že vraha odhalí. Block však přijde pozdě a muž je zabit.
Vrah unese kolegyni druhé oběti a její tělo odhodí do veřejné fontány. Na nedaleké soše zanechá Blockovu opuštěnou kravatu. Block a Thibodeaux jdou na druhé rande s jeho dětmi, zatímco je vrah tajně pozoruje. Později večer se Block vyhne intimnímu kontaktu s Thibodeaux a má noční můru, že ji napadne jako vrah.
V oblečení jedné z obětí se nachází peníze, které policie vystopuje k mzdovému účtu pivovaru. Peníze mají stejné stopy skla a ječmene jako na všech místech činu. Zatímco Block pátrá v pivovaru, vrah ho sleduje. V noci vrah vnikne do Blockova domu, zabije chůvu a některé jeho zvířata a sváže a nasadí Amandě roubík. Block je po příjezdu téměř uškrcen v zápase s tajemným vrahem a zachráněn jen díky tomu, že ho jeden z jeho psů opakovaně kousá. Block na úteku vystřelí na vraha. Vrah pak pozoruje, jak policie vyšetřuje místo činu.
Při prohlížení novinových výstřižků narazí Block na jméno policisty Leandera Rolfeho, kterého zatkl za znásilnění dvou dívek. Rolfe byl propuštěn na podmínku a pracoval v pivovaru. Block a jeho tým sledují Rolfeho byt, ale Rolfe se vydal zaútočit na Thibodeaux (kde zabil policisty, kteří ji střežili). Block si uvědomí, co se děje, a spěchá k Thibodeaux domů, kde přeruší Rolfeho pokus ji uškrtit. Block ho pronásleduje přes hřbitov na nádraží. V následném souboji se oba ocitnou v cestě přijíždějícího vlaku; Block se stihne vyhnout, zatímco Rolfe je přejet a zabit. Block se sblíží s Beryli a řekne jí, že vše bude v pořádku.